# Circonscription de Fadden
Pour les articles homonymes, voir Fadden.
La circonscription de Fadden est une circonscription électorale fédérale australienne dans le Queensland. La circonscription a été créée en 1977 et porte le nom de Sir Arthur Fadden, Premier ministre d'Australie en 1941. 
Quand elle a été créée, elle couvrait une vaste région au sud de Brisbane, mais aujourd'hui, elle est limitée à la zone nord de la Gold Coast, avec Upper Coomera, Coomera, Labrador, Pimpama et Runaway Bay.
Comme ses frontières ont changé, Fadden est devenu un siège de plus en plus assuré pour le Parti libéral. (Pour preuve, Stuart Robert a été réélu en 2016 avec plus de 60 % des voix). 

## Représentants
| Nom                   | Parti            | Période de mandat |
| --------------------- | ---------------- | ----------------- |
| Donald Milner Cameron | Parti libéral    | 1977–1983         |
| David Beddall         | Travailliste     | 1983–1984         |
| David Jull            | Parti libéral    | 1984–2007         |
| Stuart Robert         | Parti libéral    | 2007– 2010        |
| Stuart Robert         | Libéral national | 2010–en cours     |

## Résultats des élections
| Parti                            | Parti                        | Candidat                     | Voix   | %     | ±      |
| -------------------------------- | ---------------------------- | ---------------------------- | ------ | ----- | ------ |
|                                  | Libéral national             | Cameron Caldwell             | 43 554 | 49,08 | +4,46  |
|                                  | Travailliste                 | Letitia Del Fabbro           | 19 580 | 22,06 | –0,29  |
|                                  | Une nation                   | Sandy Roach                  | 7 896  | 8,90  | +0,22  |
|                                  | Légaliser le cannabis        | Suzette Luyken               | 6 424  | 7,24  | +7,24  |
|                                  | Verts                        | Scott Turner                 | 5 477  | 6,17  | –4,56  |
|                                  | Indépendant                  | Belinda Jones                | 931    | 1,05  | +1,05  |
|                                  | Autochtone                   | Marnie Laree Davis           | 895    | 1,01  | +1,01  |
|                                  | Indépendant                  | Stewart Brooker              | 805    | 0,91  | –3,26  |
|                                  | Australie durable            | Quentin Bye                  | 779    | 0,88  | +0,88  |
|                                  | Indépendant                  | Kevin Young                  | 641    | 0,72  | +0,72  |
|                                  | Fédération                   | James Tayler                 | 607    | 0,68  | +0,68  |
|                                  | Démocrates                   | Chris Simpson                | 589    | 0,66  | +0,66  |
|                                  | Citoyens                     | Jan Pukallus                 | 570    | 0,64  | +0,64  |
| Total des suffrages exprimés     | Total des suffrages exprimés | Total des suffrages exprimés | 88 748 | 93,20 | −2,49  |
| Votes nuls                       | Votes nuls                   | Votes nuls                   | 6 473  | 6,80  | +2,49  |
| Participation                    | Participation                | Participation                | 95 221 | 72,54 | −14,00 |
| Résultat de préférence bipartite |                              |                              |        |       |        |
|                                  | Libéral national             | Cameron Caldwell             | 56 224 | 63,35 | +2,72  |
|                                  | Travailliste                 | Letitia Del Fabbro           | 32 524 | 36,65 | –2,72  |
|                                  | Libéral national retenir     | Libéral national retenir     | Swing  | +2,72 |        |

| Parti                            | Parti                        | Candidat                     | Voix    | %     | ±     |
| -------------------------------- | ---------------------------- | ---------------------------- | ------- | ----- | ----- |
|                                  | Libéral national             | Stuart Robert (en)           | 47 190  | 44,62 | −4,10 |
|                                  | Travailliste                 | Letitia Del Fabbro           | 23 638  | 22,35 | −0,16 |
|                                  | Verts                        | Sally Spain                  | 11 353  | 10,73 | +1,73 |
|                                  | Une nation                   | Sandy Roach                  | 9 177   | 8,68  | +0,11 |
|                                  | UAP                          | Nathan O'Brien               | 7 014   | 6,63  | +1,52 |
|                                  | Indépendant                  | Stewart Brooker              | 4 407   | 4,17  | +4,17 |
|                                  | Démocrates libéraux          | Alex Forbes                  | 2 992   | 2,83  | −1,69 |
| Total des suffrages exprimés     | Total des suffrages exprimés | Total des suffrages exprimés | 105 771 | 95,69 | +0,60 |
| Votes nuls                       | Votes nuls                   | Votes nuls                   | 4 760   | 4,31  | −0,60 |
| Participation                    | Participation                | Participation                | 110 531 | 86,54 | −3,09 |
| Résultat de préférence bipartite |                              |                              |         |       |       |
|                                  | Libéral national             | Stuart Robert (en)           | 64 126  | 60,63 | −3,55 |
|                                  | Travailliste                 | Letitia Del Fabbro           | 41 645  | 39,37 | +3,55 |
|                                  | Libéral national retenir     | Libéral national retenir     | Swing   | −3,55 |       |